# Valle de Ancares
Valle de Ancares (bis August 2023: Candín) ist eine Gemeinde mit 275 Einwohnern (Stand: 2024) im nordwestlichen Zentral-Spanien in der Provinz León in der Autonomen Gemeinschaft Kastilien-León. Die Gemeinde besteht neben dem Hauptort Candín aus den Ortschaften Balouta, Espinareda de Ancares, Lumeras, Pereda de Ancares, Sorbeira, Suárbol, Suertes, Tejedo de Ancares, Villasumil und Villarbón.

## Geografie
Valle de Ancares liegt etwa 120 Kilometer westnordwestlich von León in einer Höhe von ca. 905 m im Espacio Natural de los Ancares Leoneses y Alto Sil. 

## Bevölkerungsentwicklung
| Jahr        | 1900 | 1950 | 1970 | 1981 | 1991 | 2001 | 2011 | 2021 |
| ----------- | ---- | ---- | ---- | ---- | ---- | ---- | ---- | ---- |
| Einwohner   | 2416 | 1977 | 936  | 614  | 611  | 417  | 325  | 255  |
| Quelle: INE |      |      |      |      |      |      |      |      |

## Sehenswürdigkeiten
- Kirche von Candín
- Kirche von Pereda de Ancares